# Сельское поселение «Деревня Посконь»
Сельское поселение «Деревня Посконь» — муниципальное образование в составе Мосальского района Калужской области России.
Центр — деревня Посконь.

## Население
| 2010 | 2012 | 2013 | 2014 | 2015 | 2016 | 2017 |
| ---- | ---- | ---- | ---- | ---- | ---- | ---- |
| 163  | ↘146 | ↗154 | ↘139 | ↗142 | ↘134 | ↘127 |
| 2018 | 2019 | 2020 | 2021 |      |      |      |
| ↗130 | ↗133 | ↗135 | ↗164 |      |      |      |

## Состав
В поселение входят 14 населённых мест:
- деревня Посконь
- деревня Бурмакино
- деревня Ерзуново
- деревня Ефремово
- деревня Заугорское
- деревня Зюзино
- деревня Пузынино Малое[12]
- деревня Никиткино
- деревня Родионово
- деревня Селезенево
- деревня Селиверстово
- деревня Теплищево
- деревня Фомин Починок
- деревня Шитово